# Kraftwerk Wang Noi
Das Kraftwerk Wang Noi ist ein GuD-Kraftwerk im Landkreis Wang Noi, Provinz Ayutthaya, Thailand.
Mit einer installierten Leistung von 2.660 (bzw. 2.710) MW ist Wang Noi eines der leistungsstärksten Kraftwerke in Thailand (Stand Mai 2020). Mit dem Bau des Kraftwerks wurde 1993 begonnen. Es ging 1996 mit den ersten Blöcken in Betrieb. Das Kraftwerk ist im Besitz der Electricity Generating Authority of Thailand (EGAT) und wird auch von EGAT betrieben.

## Kraftwerksblöcke
Das Kraftwerk besteht aus vier Anlagen. Die folgende Tabelle gibt einen Überblick:
| Anlage | Block | Max. Leistung (MW) | Betriebsbeginn | Turbine | Generator | Dampfkessel |
| ------ | ----- | ------------------ | -------------- | ------- | --------- | ----------- |
| 1      | 1     | 222                | 1996           | MHI     | Melco     | MHI         |
|        | 2     | 222                | 1996           | MHI     | Melco     | MHI         |
|        | 3     | 205                | 1997           | MHI     | Melco     |             |
| 2      | 1     | 222                | 1996           | MHI     | Melco     | MHI         |
|        | 2     | 222                | 1996           | MHI     | Melco     | MHI         |
|        | 3     | 205                | 1997           | MHI     | Melco     |             |
| 3      | 1     | 222                | 1996           | MHI     | Melco     | MHI         |
|        | 2     | 222                | 1996           | MHI     | Melco     | MHI         |
|        | 3     | 256                | 1997           | MHI     | Melco     |             |
| 4      | 1     | 265                | 2014           | Siemens | Siemens   | Vogt        |
|        | 2     | 265                | 2014           | Siemens | Siemens   | Vogt        |
|        | 3     | 270                | 2014           | Siemens | Siemens   |             |

Die Anlagen 1 bis 4 bestehen aus je zwei Gasturbinen sowie einer nachgeschalteten Dampfturbine. An beide Gasturbinen ist jeweils ein Abhitzedampferzeuger angeschlossen; die Abhitzedampferzeuger versorgen dann die Dampfturbine.

## Sonstiges
Die Kosten für die Errichtung der Anlagen 1 bis 3 lagen bei 1,5 Mrd. USD.